# 博讷费尔德
博讷费尔德是德国莱茵兰-普法尔茨州的一个市镇。总面积5.21平方公里，总人口977人，其中男性491人，女性486人（2011年12月31日），人口密度188人/平方公里。